# Wilhelm von Hadel
Wilhelm Carl Heinrich Freiherr von Hadel(n) (* 3. Juli 1789 in Landau; † 1. Dezember 1854 in Wiesbaden) war ein deutscher Offizier, Bürgermeister und Politiker aus dem Adelsgeschlecht Hadeln.

## Leben
Von Hadel war der Sohn des Generals Heinrich Friedrich August von Hadeln und dessen Ehefrau Johanna Cornelia geborene Chassé. Heinrich von Hadeln war ein Bruder. Er war evangelisch und heiratete am 16. November 1817 in Landau Marie Helene Luise Charlotte Wilhelmine von Hanxleden (* 25. Februar 1784 auf Hof Gershausen bei Braunau; † 24. Februar 1859 in Wiesbaden), die Tochter des Ludewig von Hanxleden (1744–1815) und der Sophie von Hoiningen, gt. Huene (Huyn). Wilhelm von Hanxleden war ein Schwager. Die Herzoglich Nassauische Anerkennung des Freiherrenstandes datiert vom 1. September 1839.
Von Hadeln wurde am 1. August 1802 Kadett im Regiment Waldeck in den Niederlanden. Dort wurde er am 6. April 1804 zum Leutnant ernannt und schied im April 1809 mit ehrenvoller Entlassung aus dem Dienst. (1819) war er Hauptmann in Landau, später Herzoglich Nassauischer Oberstleutnant in Wiesbaden.
Er war vom Herbst 1819 bis zum 19. Januar 1824 und von Herbst 1827 bis 1828 Bürgermeister der Stadt Landau. Als solcher war er von (Herbst) 1819 bis zum 19. Januar 1824 und von 1827 bis  Dezember 1828 Mitglied des Landstandes des Fürstentums Waldeck.